# Trắc bàm bàm
Dalbergia entadoides là một loài rau đậu thuộc họ Fabaceae.
Loài này có ở Campuchia, Lào, Thái Lan, và Việt Nam.